# Xuande
Xuande (Pechino, 25 febbraio 1398 – Pechino, 31 gennaio 1435) è stato imperatore della Cina dal 1425 al 1435, quinto della dinastia Ming.

## Biografia
Nato con il nome di Zhu Zhanji, figlio dell'Imperatore Hongxi, fu sin da bambino un grande appassionato di poesia e letteratura. A differenza del padre, Xuande decise di mantenere Pechino quale capitale del suo regno, secondo lo stile Yongle.
Lo zio di Xuande, Zhu Gaoxu, era noto per i suoi successi militari, ma aveva disobbedito alle disposizioni imperiali, così nel 1417 venne esiliato nel piccolo feudo di Le'an nello Shandong. Zhu Gaoxu non accettò l'esilio, per cui diede inizio ad una rivolta. Il nuovo imperatore Xuande mosse contro di lui un esercito di 20.000 uomini e lo attaccò a Le'an. Zhu Gaoxu fu sconfitto e venne catturato. Oltre seicento ufficiali ribelli vennero giustiziati in questa occasione, e oltre 2.200 vennero banditi dalla Cina. L'Imperatore, in un primo momento, non era intenzionato a giustiziare suo zio, ma per via del suo comportamento e per il peggioramento degli eventi, alla fine si decise a torturarlo a morte e a giustiziare successivamente i suoi figli.

## L'occupazione dell'Annam
L'Imperatore Xuande era intenzionato a ritirare le proprie truppe dalla regione dell'Annam, ma alcuni dei suoi consiglieri si erano dimostrati scettici verso questa iniziativa. Dopo che le truppe cinesi avevano subito, in questa regione, molte perdite, l'Imperatore inviò nell'Annam, nel 1427, Liu Sheng con un esercito, che venne in gran parte sconfitto con una perdita finale di oltre 70.000 uomini. Le forze cinesi vennero disperse e Xuande venne costretto a riconoscere l'indipendenza dell'Annam. Sul confine a nord, Xuande, forte della presenza di 3.000 cavalieri, fu in grado nel 1428 di punire un raid organizzato dai Mongoli per invadere i confini cinesi, stabilendo che il capo dei locali, Arughtai, donasse ogni anno dei cavalli alla città di Pechino; quest'ultimo, ad ogni modo, nel 1431, venne sconfitto dalla tribù degli Oirati ed ucciso nel 1434, quando Toghon prese il controllo della Mongolia orientale. La corte Ming, ad ogni modo, mantenne relazioni amichevoli anche con gli Oirati. Nel 1432, vennero stabilite nuove relazioni anche con il Giappone e la Corea, anche se quest'ultima nazione aveva l'obbligo di donare periodicamente delle vergini per l'harem dell'Imperatore cinese.

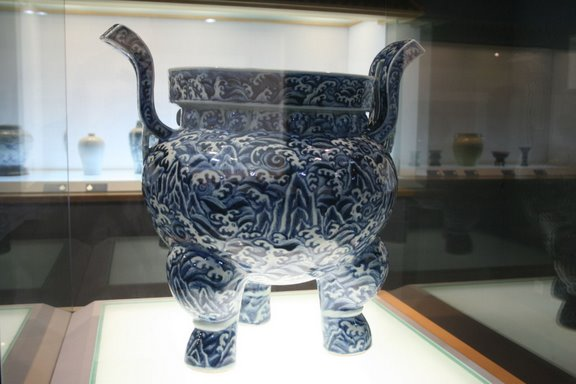
Un ding di porcellana dell'epoca del regno di Xuande

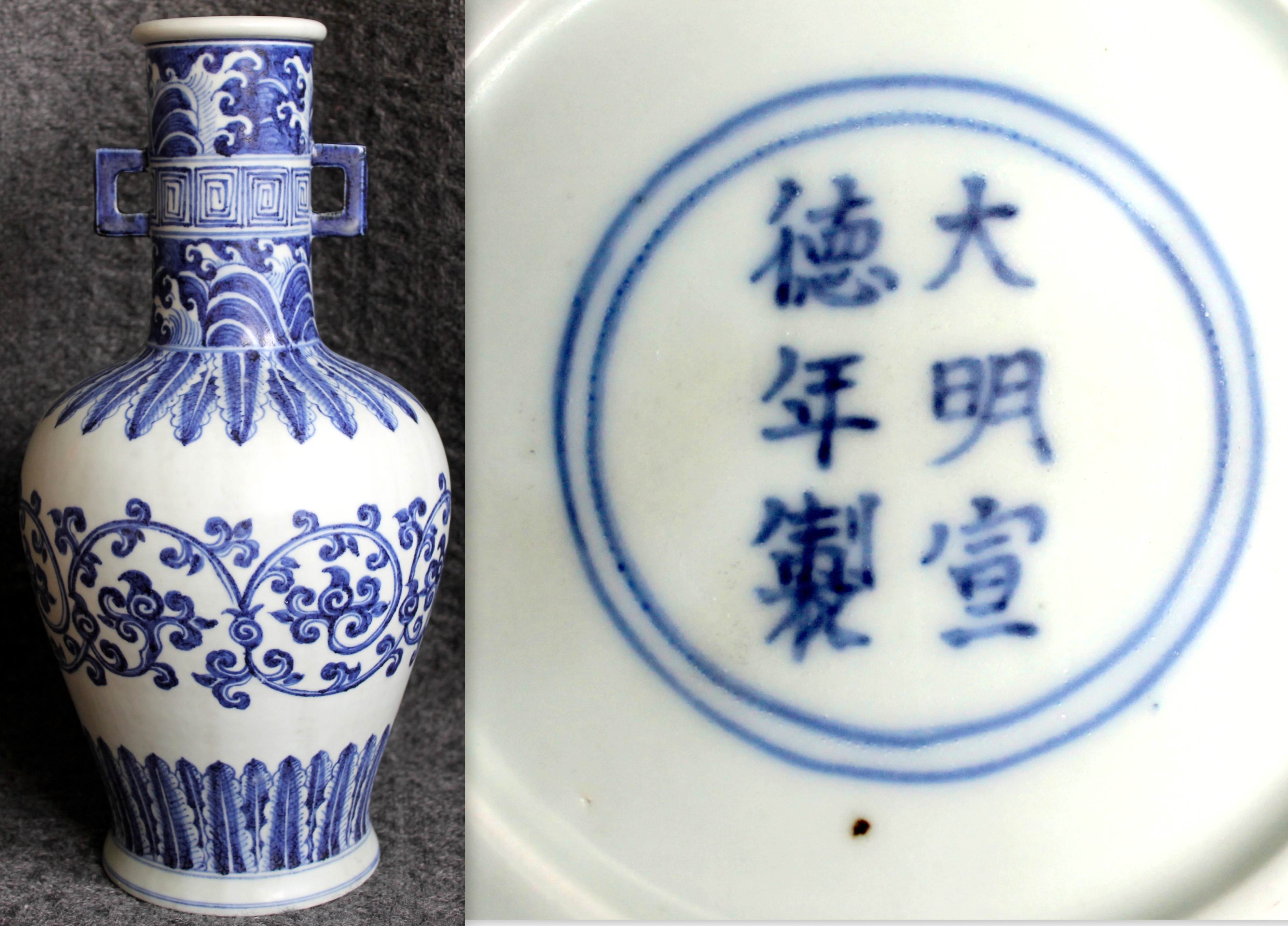
Vaso di porcellana della dinastia Ming e marchio a sei caratteri

Il consiglio privato dell'Imperatore, composto prevalentemente da eunuchi, centralizzò il potere e il controllo sulla polizia segreta di stato, la cui l'influenza continuava a crescere. nel 1428 il noto censore Liu Guan venne punito per i suoi abusi alla servitù penale e rimpiazzato dall'incorruttibile Gu Zuo (m. 1446), che licenziò 43 membri delle corti di Pechino e Nanchino per incompetenza. Altri censori vennero privati dei loro onori, imprigionati o banditi, ma nessuno di loro venne giustiziato. Quello stesso anno l'Imperatore riformò le regole militari con la coscrizione obbligatoria e un trattamento esemplare ai disertori.
Un problema non indifferente del governo di Xuande, fu, in alcune aree dell'impero, l'applicazione di tasse esose e differenziate gravanti sui contadini; questo fece sì che molti contadini abbandonassero le loro aree di coltivazione. Nel 1430 l'Imperatore ordinò la riduzione delle tasse su tutte le terre imperiali nel tentativo di arginare questa "defezione fiscale" e coordinando l'amministrazione provinciale con l'esercizio del controllo civile e militare. Tentò di eliminare anche le irregolarità e la corruzione degli stessi funzionari ma senza molti successi.
Xuande morì nel 1435 di malattia, dopo dieci anni di governo, e la sua epoca è ancora oggi ricordata dagli storici come l'età d'oro della dinastia Ming in Cina.

## L'imperatore artista

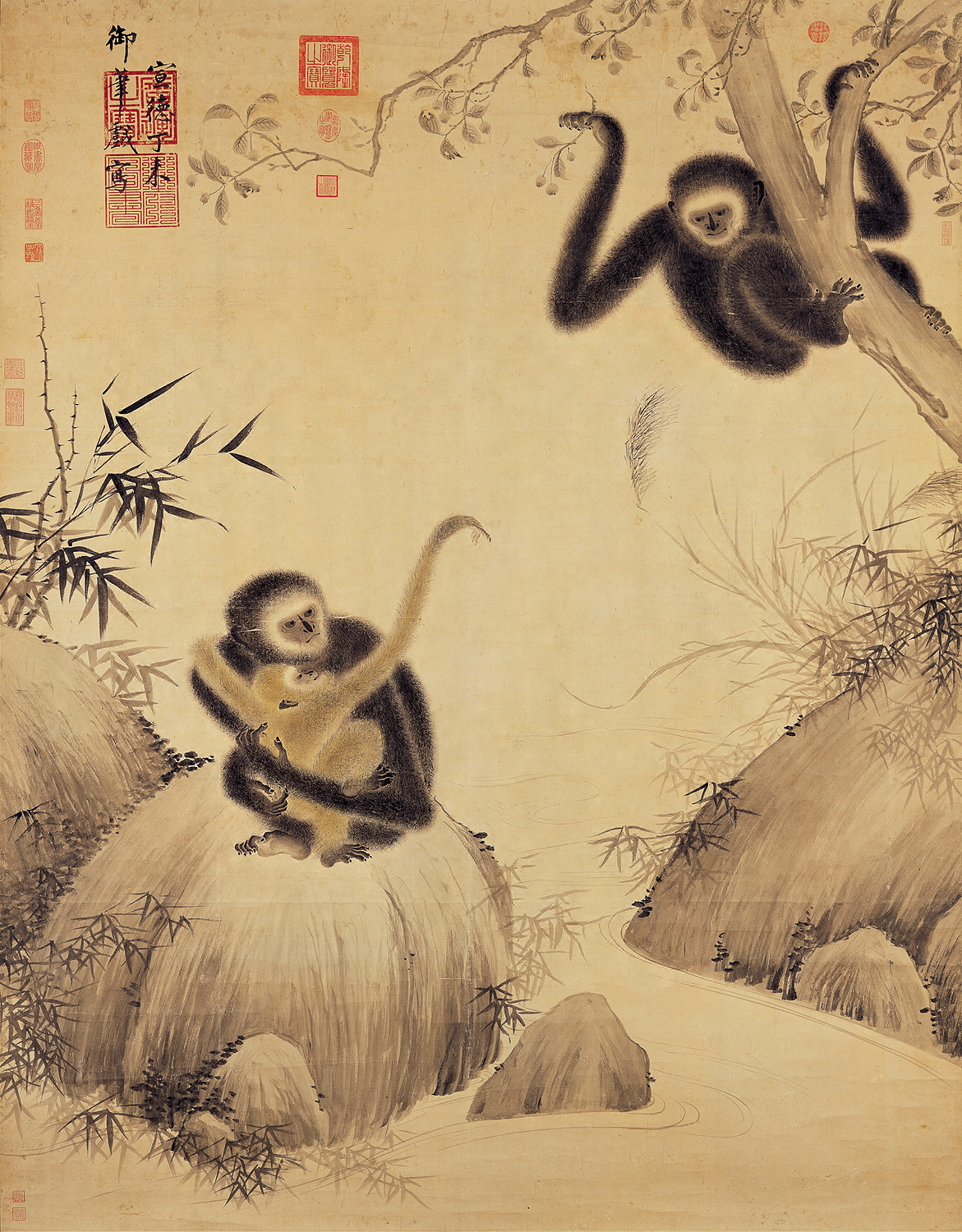
"Gibboni che giocano", dipinto ad opera dell'Imperatore Xuande (1427)

L'Imperatore Xuande era anche conosciuto per essere un pittore eccezionale, particolarmente dotato nella ritrattistica di animali. Molte delle sue opere sono giunte sino a noi e sono oggi conservate al Museo Nazionale di Palazzo a Taipei, oltre che in collezioni all'estero come quella di Arthur M. Sackler Museum (divisione dell'Harvard Art Museum). Robert D. Mowry, curatore della sezione di arte cinese dell'Arthur M. Sackler Museum, ha descritto Xuande come "l'unico imperatore Ming ad aver mostrato un genuino talento artistico di grande interesse."
La sua tecnica si distingue per l'epoca in particolar modo per la precisione nelle esecuzioni più che nell'originalità dei soggetti o delle composizioni.